# Comuna de Jeleśnia
Jeleśnia (polaco: Gmina Jeleśnia) é uma gminy (comuna) na Polónia, na voivodia de Santa Cruz e no condado de Żywiecki.
De acordo com os censos de 2004, a comuna tem 13 488 habitantes, com uma densidade 79,1 hab/km².

## Área
Estende-se por uma área de 170,51 km², incluindo:
- área agricola: 35%
- área florestal: 54%